# Nola centralis
Nola centralis är en fjärilsart som beskrevs av Warnecke 1938. Nola centralis ingår i släktet Nola och familjen trågspinnare. Inga underarter finns listade i Catalogue of Life.